# Vyšná Olšava
Vyšná Olšava (in ungherese Felsőolsva) è un comune della Slovacchia facente parte del distretto di Stropkov, nella regione di Prešov.